# کندیان، پاکستان
کندیان (به انگلیسی: Kundian) یک شهرک در پاکستان است که در ناحیه میانوالی واقع شده‌است.